# René Eijkelkamp
René Eijkelkamp (* 6. April 1964 in Zwollerkerspel) ist ein ehemaliger niederländischer Fußballspieler. Mit dem FC Brügge war er 1995 belgischer Pokalsieger; mit PSV Eindhoven gewann er 1996 den Amstel Cup und wurde 1997 niederländischer Meister. Die letzten beiden Jahre seiner Karriere war der Stürmer beim FC Schalke 04 unter Vertrag.

## Vereinskarriere

### Deventer/Groningen
Nach den Anfängen in der Jugend seines Heimatvereins SV Dalfsen gab Eijkelkamp sein Profidebüt für die Go Ahead Eagles in der Ehrendivision am 8. November 1981; das Team aus Deventer verlor das Match mit 1:4 gegen Ajax Amsterdam. Fünf Spielzeiten blieb er in Deventer, ehe er 1986 zum FC Groningen wechselte. Als Stammspieler konnte er hier 47 Tore in vier Spielzeiten erzielen.

### Mechelen/Brügge/Eindhoven
Der KV Mechelen wurde auf ihn aufmerksam und holte ihn in die belgische Erste Division. Mit dem Europapokalsieger von 1988 erreichte er in seiner ersten Saison Platz zwei in der Meisterschaft und das Pokalfinale. Er blieb noch zwei weitere Spielzeiten in Mechelen; 1993 wechselte er zum Ligakonkurrenten FC Brügge, den er zwei Jahre später als belgischer Pokalsieger verließ, um zurück in sein Heimatland zu gehen. Bei der PSV Eindhoven trug er in seiner ersten Saison mit neun Toren zum Erreichen des zweiten Platzes in der Eredivisie bei und gewann mit dem Klub den KNVB-Pokal sowie den Supercup. In der folgenden Spielzeit wurde er mit PSV niederländischer Meister und erneut Supercupsieger, ehe er zur Saison 1997/98 in die deutsche Bundesliga zum FC Schalke 04 ging.

### FC Schalke 04
Der Bundesligist verpflichtete Eijkelkamp nach dem UEFA-Pokalsieg 1997 als Ersatz für seinen verletzten Landsmann Youri Mulder. Seinen Einstand auf Schalke gab er am 1. August 1997 im Parkstadion beim 2:1-Sieg gegen Bayer Leverkusen. Auf sein erstes Tor im königsblauen Trikot mussten die Fans noch einige Wochen warten – dann allerdings wurde es am 30. September 1997 gleich ein Doppelpack: im UEFA-Pokalspiel bei Hajduk Split erzielte er in der 68. Minute zunächst den Ausgleich zum 2:2 und fünf Minuten später den Siegtreffer. Am 18. November 1997 traf er dann auch erstmals in der Bundesliga; trotz seines 1:0-Führungstores verloren die Knappen in Bremen mit 1:2.
Der schlaksige Stürmer „begeisterte auf dem Spielfeld durch ihm eigene Bewegungen. Reihenweise ließ er durch unorthodoxe Verrenkungen seine Gegenspieler ins Leere laufen und markierte wunderschöne Tore.“ Er blieb in seiner Schalker Zeit auf seinem Bauernhof bei Zwolle wohnen und ließ sich von seinem Bruder Harold anderthalb Stunden zum Training in Gelsenkirchen und zurück chauffieren. Er avancierte zu einem Publikumsliebling auf Schalke. Doch in seiner zweiten Saison machte ihm – nach 17 Jahren Profifußball – seine linke Achillessehne schwer zu schaffen. Nach fünf Toren in 15 Spielen in der Hinrunde war nicht mehr an Fußballspielen zu denken; bald war klar, dass die Karriere beendet war. Noch einmal, am vorletzten Spieltag der Saison im letzten Heimspiel, durfte er gegen Eintracht Frankfurt auflaufen; in der 63. Minute wechselte ihn sein Landsmann Huub Stevens für Hami Mandıralı ein.

## Nationalmannschaft
Am 16. November 1988 machte Eijkelkamp sein erstes Spiel für die niederländische Nationalmannschaft. In Rom verlor Oranje mit 0:1 gegen Italien. Sein letztes von sechs Spielen für die Elftal war fast sieben Jahre später; am 6. September 1995 wurde er in De Kuip gegen Belarus in der 65. Minute gegen den späteren Schützen des 1:0-Siegtores, Youri Mulder, ausgewechselt.

## Nach der aktiven Zeit
Im Jahre 2002 wurde er Assistenztrainer bei Go Ahead Eagles. 2004 ging er in derselben Funktion zum PSV Eindhoven, wo er als Nachfolger von Erwin Koeman gemeinsam mit Fred Rutten als Cotrainer von Guus Hiddink fungierte. Im Sommer 2006 ging Eijkelkamp mit Rutten zum FC Twente nach Enschede. Nach einem Jahr legte er sein Amt nieder, um gemeinsam mit seinem Bruder als Berater für Profifußballer zu arbeiten. Ab Ende Juli 2008 war er wieder beim FC Schalke 04 als Individual-Trainer aktiv. Zur Saison 2009/10 kehrte er zum PSV Eindhoven zurück und arbeitet dort wieder als Co-Trainer von Fred Rutten. Zur EM 2012 wird er als Stürmertrainer der Nationalmannschaft fungieren.